# Another World (jeu vidéo)
Pour les articles homonymes, voir Another World.
Another World est un jeu vidéo d'action-aventure conçu et développé par Éric Chahi et édité par Delphine Software. Particulièrement remarqué à sa sortie pour sa conception cinématographique, ses graphismes et son gameplay, il est considéré aujourd'hui comme un jeu culte. Sorti initialement le 15 novembre 1991 sur Amiga et Atari ST, le jeu a par la suite été porté sur un grand nombre de machines et a été réédité en 2006 dans une version collector graphiquement améliorée ainsi qu'en 2013 sur Atari Jaguar avec l'autorisation de l'auteur.
Le jeu est sorti sous plusieurs titres différents : Another World en Europe et en Australie, Out of this World en Amérique du Nord, Outer World au Japon.

## Synopsis
Une nuit d'orage, Lester Chaykin, jeune chercheur en physique des particules, se rend à son laboratoire souterrain. Alors qu'il lance une expérience sur un accélérateur de particules, la foudre s'abat sur le laboratoire et détraque l'appareillage. Le chercheur est projeté dans un autre monde.
Réapparaissant sur une terre étrangère à la faune hostile dont il arrive à s'extirper, il finit par tomber dans les geôles d'une espèce humanoïde intelligente. Dans cette sorte de camp de travail, il fait la rencontre d'un compagnon, avec l'aide duquel il s'échappera.

## Système de jeu
Another World et Prince of Persia, développé auparavant, ont en commun la présentation graphique ainsi que l'utilisation d'animations réalistes et fluides. Ce réalisme a pour but d'immerger le joueur dans l'action afin qu'il s'identifie davantage au personnage contrôlé. Il n'y a pas d'éléments en incrustation — comme une jauge de vie ou du texte —, dans le but de renforcer cette impression d'immersion. Dans la même optique, les personnages communiquent avec leurs corps, avec des gestes et des expressions, et parfois certains extraterrestres communiquent oralement dans leur langage.
Mais Another World innove et enrichit les concepts de gameplay de Prince of Persia en scénarisant l'interaction du personnage sur son environnement, ce point en fait pour l'époque un jeu unique. Pour exemple, le personnage se trouve vers le début du jeu enfermé dans une cage suspendue, et doit la faire balancer en s'agrippant aux barreaux afin de se libérer. Une telle séquence rompt avec l'interactivité répétitive qui existe dans Prince of Persia et dans les autres jeux de plates-formes, constituée principalement de phases de course, de saut et d'escalade. Dans une autre séquence, le personnage se retrouve dans un étroit passage souterrain et doit trouver la sortie en progressant uniquement par des roulades latérales en évitant les obstacles.
Le jeu est une aventure interactive se déroulant en plusieurs phases dans lesquelles le joueur doit trouver une solution pour avancer. Si le personnage est tué, la partie est relancée au début de la phase courante. Il n'y a ni vies supplémentaires ni continue, simplement des phases de jeu à réussir quel que soit le nombre de tentatives, avec toutefois un système de codes permettant de reprendre la partie à la dernière phase atteinte. Une phase de jeu est constituée de une à dix scènes fixes juxtaposées (il n'y a pas de scrolling), et il arrive aussi que certaines de ces scènes soient partagées par plusieurs phases de jeu.
Quelles que soient les versions, le jeu reste assez court (il peut être fini en moins de quarante minutes). C'est un des reproches qui lui a été fait.

## Réalisation, développement

### Inspirations
Éric Chahi est un créateur de jeu vidéo polyvalent. Entre 1983 et 1989, il travaille sur une dizaine de projets de jeu vidéo, en tant que graphiste, animateur et aussi programmeur ; pour certains, il les réalise dans leur globalité et en indépendant.
C'est en jouant au portage de Dragon's Lair sur Amiga que lui vient l'idée de réaliser un jeu utilisant des images vectorielles pour les séquences animées dans le but de réduire leur encombrement mémoire. En effet, initialement sorti sur borne d'arcade sur support laserdisc, son adaptation sur Amiga a nécessité un stockage sur 6 disquettes avec un gros travail sur la compression. Encore sous l'influence visuelle de Dragon's Lair, Chahi envisage de créer un jeu avec de grands personnages très expressifs.
À partir de cette idée technique, Éric Chahi imagine un jeu très interactif où le personnage principal aurait pour but premier le besoin de survivre dans un univers de science-fiction inspiré par Star Wars[réf. nécessaire] et par les bandes dessinées de Richard Corben[réf. nécessaire]. Pour les mécaniques de jeu il pense à un jeu 2D entre Karateka de Jordan Mechner et Impossible Mission,. Il commence par réaliser l'algorithme de dessin de polygone sur Amiga. Il réalise un éditeur de dessin adapté (les outils d'imagerie vectorielle étant inexistants à l'époque) en GFA BASIC, lui permettant de tester directement le jeu dans l'éditeur et enfin passe directement à la réalisation de la cinématique d'introduction du jeu.
Les scènes de mort par pistolet laser ont probablement été inspirées par le cinquième épisode (« Le Piège ») de la série télévisée Cobra. En effet, dans cet épisode, lorsque le mineur un peu dégénéré sort pour se confronter au mystérieux sniper et se fait toucher par un tir au laser de celui-ci, ses chairs sont instantanément volatilisées, ne laissant que son squelette qui explose peu après. Soit le même effet exactement que dans le jeu vidéo.

### Aspect technique
Les graphismes sont entièrement réalisés en polygones en aplat de couleur, une scène affichant au plus seize couleurs distinctes, donnant au jeu un cachet particulier. Cela a permis d'afficher des vidéos et de disposer de décors dynamiques alors que le jeu ne tient que sur une seule disquette de 720 Ko (3 pouces ½).
Le moteur de jeu, programmé en assembleur, interprète un langage binaire, structuré simulant une soixantaine de processus légers interagissant les uns avec les autres, et communiquant à l'aide de variables globales. Un processus gère par exemple l'interaction du joueur avec le personnage pendant qu'un autre se charge de son affichage. Les niveaux et les cinématiques fonctionnent de la même manière. Ils ont été créés à l'aide d'un éditeur, programmé en GFA BASIC, spécialement développé pour le jeu. Ce logiciel permet la réalisation des graphismes, le développement des scripts, et le lancement du jeu. Le moteur de jeu seul ne gère aucun élément de jeu : ce sont les scripts, convertis ensuite en langage binaire, qui gèrent l'ensemble des interactions.
Les animations ont été réalisées par rotoscopie. L'Amiga 500 est équipé d'une entrée de synchronisation genlock, et muni d'un magnétoscope performant permettant de faire des arrêts sur image, il est alors possible d'utiliser cette technique d'animation à l'époque. Fin 1980, les Amiga sont d'ailleurs utilisés par certains biologistes au budget limité pour faire de l'analyse cinématique de mouvements. Éric Chahi a filmé ses propres mouvements avec une caméra vidéo, puis de cette manière a réalisé les animations du protagoniste ainsi que les séquences inspirées du réel. Éric Chahi a aussi réalisé l'illustration de la boîte de jeu. Le ciel n’y est pas de la même couleur que dans le jeu, mais a été choisi pour la sensation qu'il induit et qui s'approche de celle du jeu.
Les sons sont réalisés de manière que le jeu puisse générer des sons directement sur le haut-parleur des PC, sans recours à une carte son. Les sons sont mixés en temps réel sur un système à quatre canaux permettant des fonctions approchant celles utilisées pour générer un module.

### Recherche d'éditeur
En 1991, après un an et demi de travail, Éric Chahi contacta Philippe Ulrich chez Virgin Loisirs qui ne répondit pas favorablement à son projet. Vers l'été, ayant fini les trois quarts du travail, par le biais de Philippe Ulrich, il décrocha un contrat d'édition avec Delphine Software. Jean-François Freitas ajouta les ambiances sonores, et le reste de la programmation et du graphisme fut fini pour les fêtes de Noël.

## Versions

### Particularités des différentes versions
La première version est sortie sur Amiga 500 et Atari ST en novembre 1991. C'est la version Amiga qui bénéficie du meilleur son. Son principal défaut est d'avoir été peu testée, en résulte une jouabilité manquant de fluidité. « C'est l'inconvénient de travailler seul dans son garage… Et puis, Delphine Software n'avait pas de cellule de test. » explique Éric Chahi. « Du coup, c'est plus que jamais une version de hardcore gamer ». La version Atari ST est identique mis à part des couleurs moins fines et un son plus rugueux.
La version sous DOS, portée par Daniel Morais, a bénéficié des critiques de la presse faites à l'époque. La version originale avait été jugée trop courte, l'éditeur Delphine Software suggéra d'allonger le jeu. Après un travail acharné de moins de 2 mois, un niveau important fut ajouté au milieu du jeu, juste avant la séquence de l'arène. Pour Éric Chahi ce niveau apporte beaucoup, car il met en valeur la complicité entre Lester et son compagnon de cavale.
Aux États-Unis, le jeu est édité par Interplay sous le nom de Out of this World dans le but d'éviter la confusion avec un soap opera également nommé Another World, mais ironie de l'histoire, au même moment sort une série télévisée de science-fiction nommée Out of this World.
Les versions Super Nintendo et Mega Drive furent portées par Interplay. Le jeu est plus difficile que sur micro-ordinateur, l'éditeur américain tenant à ce que les joueurs en aient pour leur argent (un jeu console coute plus cher). Interplay a imposé des musiques dans tous les niveaux de jeux. Elle ne voulait pas non plus de la musique de Jean-François Freitas, mais Éric Chahi ne souhaitait absolument pas que la musique d'introduction soit retirée. La situation resta bloquée jusqu'à l'intervention de Anne-Marie Joassim, responsable juridique chez Delphine Software, qui réussit à faire céder Interplay. Le comité éthique de Nintendo of America quant à lui censura la présence de sang ainsi qu'une scène faisant apparaître trois raies de fesses de 3 pixels de haut. Éric Chahi n'eut d'autre choix que de rectifier les graphismes.
La version Mac, portée par Bill Heineman, est identique à la version DOS si ce n'est qu'elle supporte une meilleure résolution. Il sera l'un des derniers jeux à être développé pour l'Apple IIgs. Bill Heineman s'occupa aussi du portage Super Nintendo, les deux systèmes partageant le même microprocesseur.
Interplay développa une version pour la console 3DO, ce jeu en deux dimensions fut ainsi porté sur une console à vocation 3D. Elle bénéficie d'arrière-plans bitmap très détaillés et les musiques sont entièrement refaites. Chahi estime que le contraste entre les images détaillées du fond et les animations en polygones en aplat de l'avant-plan n'en fait pas une réussite esthétique.
Interplay proposa ensuite de réaliser une version sur le support Mega-CD. Le jeu, sorti en 1994, comprend en première partie Another World et une aventure parallèle Heart of the Alien. Éric Chahi leur proposa alors, plutôt que de faire une suite chronologique, de permettre au joueur d'incarner cette fois-ci le compagnon extraterrestre de Lester pendant la même aventure. Basé sur cette idée, Interplay développa l'ensemble du jeu. Jean-François Freitas réalisa cette fois-ci les nouvelles musiques en qualité CD. Éric Chahi dirigea les grandes lignes du jeu mais à distance en utilisant fax et modem. Il n'a pas vraiment aimé cet épisode qui impose une conclusion à l'histoire, alors que dans le jeu original, la fin avait été délibérément créée pour être ouverte, et déclara par la suite que « Heart of the Alien resta dans l'ombre à mon grand soulagement » .

### Deuxième vie

#### Portages de la version originale
| Date | Plates-formes                                   |
| ---- | ----------------------------------------------- |
| 1991 | Amiga, Atari ST                                 |
| 1992 | DOS, Macintosh, Mega Drive, Super Nintendo      |
| 1994 | 3DO                                             |
| 1994 | Mega-CD (groupé avec le jeu Heart of the Alien) |
| 2005 | Game Boy Advance (officieux)                    |

Entre 1992 et 1998, Éric Chahi fonde la société Amazing Studio et se lance dans un long projet de jeu vidéo qui durera six ans, Heart of Darkness. Certains considèrent aujourd'hui que ce projet était trop imposant pour une toute jeune société. Il lui laissera un mauvais souvenir[réf. nécessaire], et il se retirera de la conception de jeu pour s'intéresser à d'autres activités, comme la photo.
En mars 2004 Gregory Montoir lance le projet Raw (rewrite of Another World). Ce projet open source utilisant OpenGL et SDL vise à réécrire le moteur de jeu pour être portable. Peu de temps après la première version, il est contacté par Éric Chahi lui demandant de bien vouloir stopper son développement, planifiant lui-même la réécriture du moteur. Le projet est resté en version 0.1.1 et fonctionne sous Microsoft Windows. Le code source sera réutilisé en 2005 dans deux nouveaux portages officieux. Le premier par Philippe Simons à destination de la console GP32 (qui remporta un prix au concours GBAX 2005), et un portage par Troy Davis pour la console Dreamcast.
Officieusement développé à partir de 2004 par Cyril Cogordan, une version Game Boy Advance a été réalisée par rétro-ingénierie de la version Atari ST. Éric Chahi interdit dans un premier temps sa distribution pour finalement l'autoriser en 2005 et même fournir des données sonores de meilleure qualité. Cyril Cogordan et l'entreprise Magic Productions porteront officiellement ensuite le moteur de jeu pour téléphone portable, Éric Chahi quant à lui apportera quelques retouches à des passages du jeu ainsi qu'aux graphismes.
En 2022, le jeu fait partie des 25 jeux inclus dans l'A500 mini, réédition sous forme de console dédiée de l'Amiga 500.

#### Édition15eanniversaire
Éric Chahi, après avoir récupéré les droits de son jeu auprès de Delphine Software, travaille avec Emmanuel Rivoire de ManaGames sur une version actualisée d'Another World pour Windows XP incluant une résolution plus fine et des fonds rehaussés (On peut néanmoins, en option, jouer avec les graphismes d'origine) et des checkpoints plus nombreux, le jeu original étant relativement difficile. Cette version, sortie le 14 avril 2006 éditée par Magic Productions, est disponible en partagiciel et en version complète pour 7 € sur le site officiel.
Début 2007, une édition spéciale Another World : Édition spéciale 15e anniversaire est sortie dans le commerce. Cette version, identique à celle téléchargeable mais vendue en boite pour 10 €, inclut en plus un CD avec la bande sonore de Jean-François Freitas remixée ainsi qu'un making of.

#### Édition20eanniversaire
En 2011, une édition spéciale Another World : Édition 20e anniversaire a été développée par DotEmu et éditée par Bulkypix sur iPhone, iPad, Android et Mac OS.
En 2014, une nouvelle édition anniversaire a été développée par Martial Hesse-Dréville et publié par The Digital Lounge sur PS4, PS3, Vita, WiiU, 3DS et Xbox One.
Cette nouvelle édition comprend :
- Des graphismes en haute définition avec la possibilité de basculer des graphismes d’origines à ceux en HD
- Une bande-son revue avec des ajouts et un meilleur rendu, là aussi il est possible de choisir la version remastérisée ou la version d’origine
- 3 modes de difficulté, Normal (plus facile que l’original), Difficile (similaire à l’original) et Hardcore (l’expérience ultime, plus dur que l’original)
- L'ajout de Trophées[18]

## Accueil

### Critiques
Le jeu obtint de bonnes critiques à sa sortie. Le magazine Joystick en parle comme "une claque", "le meilleur jeu d'action/aventure de l'année", avec une "atmosphère explosive" et un "environnement sonore irréprochable" ; malgré sa durée de vie "pas longue" et sa difficulté "pas très élevée," l'achat est "chaudement recommandé". Le magazine Génération 4 lui attribue un "Gen d'Or", notant son caractère "novateur", sa réalisation "exceptionnelle" et son "ambiance sonore démente".
Le jeu est classé 2e dans le classement des 100 meilleurs jeux de tous les temps de Jeuxvideo.com derrière Super Mario 64.

### Récompenses
Another World a été plusieurs fois récompensé pour ses qualités. Ces récompenses sont les suivantes :
- Tilt d'Or - Meilleure animation sur micro 1991[25].
- 4 d'Or - Meilleur jeu original 1993.
- 4 d'Or - Meilleure animation 1993.
- Gold Award Enchanted Realms Adventure (États-Unis) 1993.
- Electronic Gaming Monthly - Prix du jeu le plus innovant de l'année (États-Unis) 1992.

Par ailleurs, le jeu est classé 1er jeu DOS par les contributeurs de MobyGames.

## Postérité
Another World n'a pas eu de suite à proprement parler, et Éric Chahi a toujours tenu à préserver le mystère quant à la fin du jeu, de façon à laisser chaque joueur se faire sa propre idée sur le devenir de Lester.
Another World a toutefois engendré en 1994 un épisode supplémentaire intitulé Heart of the Alien. Dans ce jeu à l'aspect graphique très proche du jeu original et au synopsis plus élaboré, le joueur incarne le compagnon extraterrestre de Lester, tandis que l'action se déroule simultanément ; on y découvre aussi quelques événements antérieurs à ceux dépeints dans Another World, ainsi que le destin présumé de Lester. Ce jeu n'a pas eu autant de succès que son prédécesseur.
Il y eut aussi quelques jeux avec des similarités dans le gameplay et les graphismes, inspirés par Another World sans pour autant constituer des suites ou se dérouler dans le même univers. Flashback, développé par Delphine Software et sorti en 1992, comporte ainsi plusieurs similitudes, la plus flagrante étant l'apparence du protagoniste et son animation, même si les deux jeux n'ont aucun lien entre eux. En 1997 sort onEscapee sur Amiga, qui n'a pas non plus de rapport direct (ce jeu obtiendra plusieurs prix). Éric Chahi développera également Heart of Darkness (1998), créé dans l'esprit de Another World. Fumito Ueda a déclaré s'être inspiré de Another World pour la création de son jeu Ico (2001),, propos que Chahi considère comme une « leçon d'humilité » très gratifiante.
En décembre 2012, le Museum of Modern Art de New York se lance dans la conservation des jeux vidéo qu'il considère comme de l'art moderne. À ce titre il fait l'acquisition de 14 jeux datant de 1980 à 2009 dont Another World.

## Clones connus[pasclair]
- 1997 : OnEscapee, Invictus (Amiga, PC)
- 2011 : Concurrence, Alexander Klingenbeck (PC)